# Дітценроде-Фаттероде
Дітценроде-Фаттероде (нім. Dietzenrode-Vatterode) — громада в Німеччині, розташована в землі Тюрингія. Входить до складу району Айхсфельд. Складова частина об'єднання громад Удер.
Площа — 5,77 км2. Населення становить 122 ос. (станом на 31 грудня 2021).